# Igor' Osin'kin
Igor' Vital'evič Osin'kin (in russo Игорь Витальевич Осинькин?; Ordžonikidze, 4 giugno 1965) è un allenatore di calcio ed ex calciatore russo, di ruolo centrocampista, tecnico del Kryl'ja Sovetov Samara.

## Palmarès

### Allenatore

#### Competizioni nazionali
- PFN Ligi: 1

Kryl'ja Sovetov Samara: 2020-2021